# Посольство Болгарии в России
Посольство Республики Болгария в Москве (болг. Посолство на България в Москва) — официальная дипломатическая миссия Болгарии в России, расположено в Москве на Мосфильмовской улице.

## Послы Болгарии в России

### В Российской империи
- Константин Стоилов (1883)
- Димитр Станчов (1897—1906)
- генерал Стефан Паприков (1906, 1910—1912)
- Димитр Цоков (1908—1909)
- Стефан Бобчев (1912—1913)
- генерал Радко Димитриев (1913—1914)
- Михаил Маджаров (1914—1915)

### В СССР
- Стефан Чапрашиков (1918)
- Никола Антонов (1936—1939)
- Тодор Христов (1940)
- Иван Стаменов (1940—1941)
- Димитр Михалчев (1934—1936, 1944—1946)
- Найден Курдаланов (1946, 1948—1949)
- Стела Благоева (1949—1954)
- Карло Луканов (1954—1956)
- Любен Николов (1956—1963)
- Стоян Караджов (1963—1967)
- Стоян Иванов (1967—1973)
- Димитр Жулев (1973—1986)
- Георги Панков (1986—1990)
- Владимир Велчев (1991—1992)

### В Российской Федерации
- Владимир Велчев (1991—1992)
- Володя Нейков (1992—1994)
- Христо Миладинов (1994—1997)
- Василий Такев (1997—2000)
- Илиян Василев (2000—2006)
- Пламен Грозданов (2006—2012)
- Бойко Коцев (2012—2018)
- Атанас Крыстин (с 2018)

## Другие представительства Болгарии в России
- Генеральное консульство в Екатеринбурге (Екатеринбург, улица Гоголя, 15)  (закрыто в 2011[1], восстановлено в феврале 2016 г.[2])
- Генеральное консульство в Новосибирске (Новосибирск 630099, Улица Семьи Шамшиных, 30) (закрыто в 2012 г.[3])
- Генеральное консульство в Санкт-Петербурге (190000, Россия, Санкт-Петербург, улица Рылеева, 27)